# كوكب القنب
كوكب القنب هو برنامج تلفزيوني أمريكي أنشأه براد لين بهدف الترويج لفوائد الماريجوانا. وفقًا للمنتجين، يغطي البرنامج "مزايا نبات القنب (طبيًا، صناعيًا، زراعيًا)، والفوائد التي يجلبها هذا النبات لكوكب الأرض، والبشرية، والولايات المتحدة ." بدأ بث البرنامج، الذي يقع مقره في لوس أنجلوس، في يوليو 2009 على محطة التلفزيون KJLA، التي تبث في معظم أنحاء جنوب كاليفورنيا. مؤخرًا، بث البرنامج 13 حلقة جديدة في خمسة أسواق إعلامية رئيسية تشمل لوس أنجلوس، شيكاغو، فيلادلفيا، واشنطن العاصمة، وبالم بيتش (أكتوبر 2017 - يناير 2018).
كان برنامج "كوكب القنب" في الأصل يقدمه بشكل مشترك ناشر مجلة ويست كوست كانابيس نغايو بيلوم، وناشطة الماريجوانا الطبية سارة ديزل، ومذيعة التلفزيون لاني غارسيا. الموسمان الثاني والثالث قدّمهما براندون ستون وجين ماري تولكين. في الموسم الرابع، اتخذ البرنامج مظهرًا عالي التقنية وضم مجموعة متنوعة من المقدمين. يضم البرنامج أيضًا مقدم الأخبار باتريك فينرتي، والمراسلتين الميدانيتين سيرا رويين ودراغونفلاي دي لا لوز، وخبير القنب ومؤلف كتب البستنة إد روزنتال، والشيف مايك ديلاو لتوضيح تحضير أطعمة القنب.